# 沈映枫
沈映枫（？—？），直隶宛平人，清朝政治人物。副貢出身。
嘉慶六年，接替高守訓。擔任江蘇宜興縣知縣署。后由劉青黎接任。沈映枫曾于1800年接替张昌运任南汇县知县一职，同年年由张昌运接任。